# Virginija Centurione Bracelli
Virginija Centurione Bracelli (Genova, 2. travnja 1587. – Genova, 15. prosinca 1651.), laikinja i talijanska svetica.

## Životopis
Rođena je u obitelji dužda Genovske Republike Giorgia Centurionea. Unatoč tome što je željela život provesti kao časna sestra otac ju je udao 1602. godine za bogatog i raskalašenog Gaspara Grimaldi Bracellija. Taj brak nije dugo trajao jer Gaspar umire već 1607. godine. Virginija je tako ostala udovica s tek 20 godina i s dvije kćeri. 
Suprotno očevima željama, odbila je ponovnu udaju te se zavjetovala na čednost i posvetila odgoju kćerki, molitvi i dobrim djelima. Nakon tri godine rada vodila je tri doma za preko 300 djevojaka. 
Za vrijeme haranja kuge u Genovi brinula se o oboljelima i za to je dobila priznanje Senata Genovske Republike. Kasnije je osnovala dvije kongregacije: Sestre Naše Gospe od utočišta na Brdu Kalvariji i Kćeri Naše Gospe od Brda Kalvarije. Umrla je 15. prosinca 1651. prirodnom smrću. Papa Ivan Pavao II. proglasio ju je blaženom 22. rujna 1985., a svetom 18. svibnja 2003.